# Marcel Landowski
Marcel Landowski (Pont-l'Abbé (Finistère), 18 de febrer, 1915 - París, 23 de desembre, 1999), fou un violinista francès, nomenat "Director de Música" l'any 1966, va donar una organització nacional a l'ensenyament de la música i la dansa. És fill de l'escultor Paul Landowski.

## Biografia
Carrera musical

Marcel Landowski va mostrar evidents inclinacions per la música des de molt jove i va prendre classes de piano amb Marguerite Long. Va ingressar al Conservatori de París el 1935, on va compondre les seves primeres peces i va treballar a la direcció amb Pierre Monteux. Una altra trobada decisiva serà amb la del compositor Arthur Honegger la influència del qual es notarà en diverses de les seves obres.
Va escriure cinc simfonies i deu concerts per a diversos solistes. Sovint posava un subtítol a les seves obres mostrant la seva inspiració poètica.
Del 1970 al 1975, les seves responsabilitats ja no li van deixar temps per compondre; aleshores va reprendre l'escriptura d'un concert i un oratori.
Carrera administrativa

De 1962 a 1965, va ser director musical de la Comédie-Française. El 1966 va ser nomenat per André Malraux per dirigir un Departament que l'any següent esdevingué la Direcció de Música, Art Líric i Dansa del Ministeri d'Afers Culturals. Des d'aquest punt de vista, es va convertir en el primer director de música a França (des de Jean-Baptiste Lully), càrrec que va ocupar fins al 1975. Landowski va ser escollit número 1 perquè va proposar un pla per a la renovació de les estructures de les institucions musicals a França. i en particular els de les províncies per atendre les fortes demandes dels cercles musicals de la música clàssica, l'art líric i l'educació musical especialitzada. {Nota 2.]
Aquest pla es va anomenar "pla decennal per a la música" perquè Landowski pretén dotar, en uns deu anys, a cada regió francesa d'almenys una orquestra, una òpera i un conservatori regional nacional. Va començar a crear l'orquestra de París el 1967 transformant l'Orquestra de la "Société des concerts du Conservatoire", que va preferir a les altres dues associacions orquestrals parisenques, Colonne i Lamoureux. La nova orquestra es va dissenyar seguint el model de les orquestres regionals, d'acord amb l'Ajuntament de París. Va confiar la direcció de la nova orquestra a Charles Munch. La modernització de l'ensenyament als conservatoris, l'establiment de grans orquestres regionals, classes amb horaris concertats per a la dansa i la música van ser possibles perquè la gestió va ser dotada (i Marcel Landowski de ple acord amb Malraux) de mitjans creixents per finançar aquest pla. La filosofia de la seva acció va ser dur a terme aquesta modernització en cooperació amb les autoritats locals, especialment les grans ciutats com Bordeus, Lille, Lió, Estrasburg, Tolosa, etc. que van signar acords gràcies als quals l'Estat aportava aproximadament un terç del nou pressupost de funcionament d'una orquestra regional o d'una òpera regional (però només del 10 al 15% inicialment del pressupost d'un conservatori nacional regional o d'una escola nacional de música (a nivell departamental). Aquesta reorganització de la vida musical a escala nacional també va anar acompanyada d'una modernització dels equipaments (sales de concerts, teatres, etc.)
El 1975 va ser nomenat inspector general de música i director d'afers culturals de la ciutat de París del 1977 al 1979. L'any 1977, Michel Guy li va encarregar la creació d'un Centre Nacional de Música i Dansa, un establiment públic que s'encarregaria de donar suport al sector musical, sobretot mitjançant els ingressos d'un impost sobre cintes magnètiques i magnetòfons. Segons Marcel Landowski, que havia de presidir l'establiment després de la seva creació, les reticències de l'administració del Ministeri de Cultura i les divisions dels professionals van superar aquest projecte que només finalment va veure la llum quaranta anys després. "National Music Center" creat l'1 de gener de 2020.
Regidor municipal de Boulogne-Billancourt durant dos mandats de Georges Gorse, va supervisar el desenvolupament del conservatori municipal (del qual és el director), avui "amb influència regional", i el 1972 va nomenar Alain Louvier, acabat de guanyar, director de el Premi de Roma. Va ser secretari permanent de l'Acadèmia de Belles Arts, on va ingressar el 1975, aleshores rector de l'Institut de França. Va ser president de la Fundació Maurice Ravel, succeint a Emmanuel Bondeville. Va ser substituït en aquesta funció per Manuel Rosenthal. El 1991 va fundar l'associació "Musique nouvelle en liberté".
Va morir el 23 de desembre de 1999 de càncer a l'edat de 84 anys.

## Família
Marcel Landowski era fill de l'escultor polonès Paul Landowski. A través de la seva àvia paterna, és el besnét del compositor Henri Vieuxtemps. És germà de la pintora Nadine Landowski (1908–1944) així com de la pianista i pintora Françoise Landowski-Caillet (1917–2007).
És net de Jean Cruppi, diputat aleshores senador, i de Louise Cruppi, feminista, músic, dona de lletres i néta d'Adolphe Crémieux.
Amb la seva dona Jacqueline Potier-Landowski (1917-2012), reconeguda pianista, Marcel Landowski va tenir tres fills: Manon, ballarina, cantant i actriu; Marc, arquitecte i pintor nascut l'any 1945 i Anne, nomenat entre altres coses director de música i dansa del Ministeri de Cultura.

## Musicografia
- 1940 : Concerto no 1 pour piano
- 1944-1948 : Le Rire de Niels Halerius.
- 1949 : Symphonie no 1 «Jean de la Peur».
- 1954 : Concert per a ondes Martenot i orquestra de corda.
- 1956 : Le Fou, òpera.
- 1960 :les Adieux, drama líric en un acte i una escena
- 1962 : Òpera de pols.
- 1962 : Les Notes de nuit.
- 1963 : Concerto no 2 per a piano
- 1963 : Symphonie no 2.
- 1964 : Symphonie no 3 Des Espaces.
- 1968 : Concert de flauta
- 1973 : Le Triomphe du Petit Poucet, per a concert d'acordió.
- 1975-76 : Concert per a trompeta
- 1977 : Messe de l'Aurore, oratori sobre un poema de Pierre Emmanuel
- 1979 : Un enfant appelle, compost per al violoncel·lista Mstislav Rostropovich i la seva dona, la soprano Galina Vichnevskaïa.
- 1982 : L'Horloge, poema simfònic.
- 1985 : Montségur, òpera.
- 1987 : La Vieille Maison, conte musical en 2 actes i 11 escenes.
- 1988 : Symphonie no 4, en cinc moviments
- 1990 : La Sorcière du placard aux balais, gravat amb el cor infantil del conservatori de Boulogne-Billancourt.
- 1991 : Adagio Cantabile per a oboè, trompa anglesa, percussió i cordes.

1993 : Le Silence, per a veu i orgue en un poema de Rainer Maria Rilke.
1995 : L'Interrogation, Quartet de cordes.
1998 : Symphonie no 5, Les Lumières de la nuit

## Filmografia parcial
També se li deuen partitures de pel·lícules

- 1934 : On demande une brute de Charles Barrois (curt metratge)
- 1943 : L'Homme de Londres d'Henri Decoin
- 1948 : Gigi de Jacqueline Audry, segons la novel·le de Colette,
- 1948 : Sombre dimanche de Jacqueline Audry,
- 1948 : Premier Prix du conservatoire de René Guy-Grand,
- 1949 : La Lanterne des morts de Jacques de Casembroot,
- 1950 : Chéri de Pierre Billon segons la novel·la de Colette,
- 1950 : La Rue sans loi de Marcel Gibaud
- 1950 : La Passante de Henri Calef,

- 1951 : Mammy de Jean Stelli

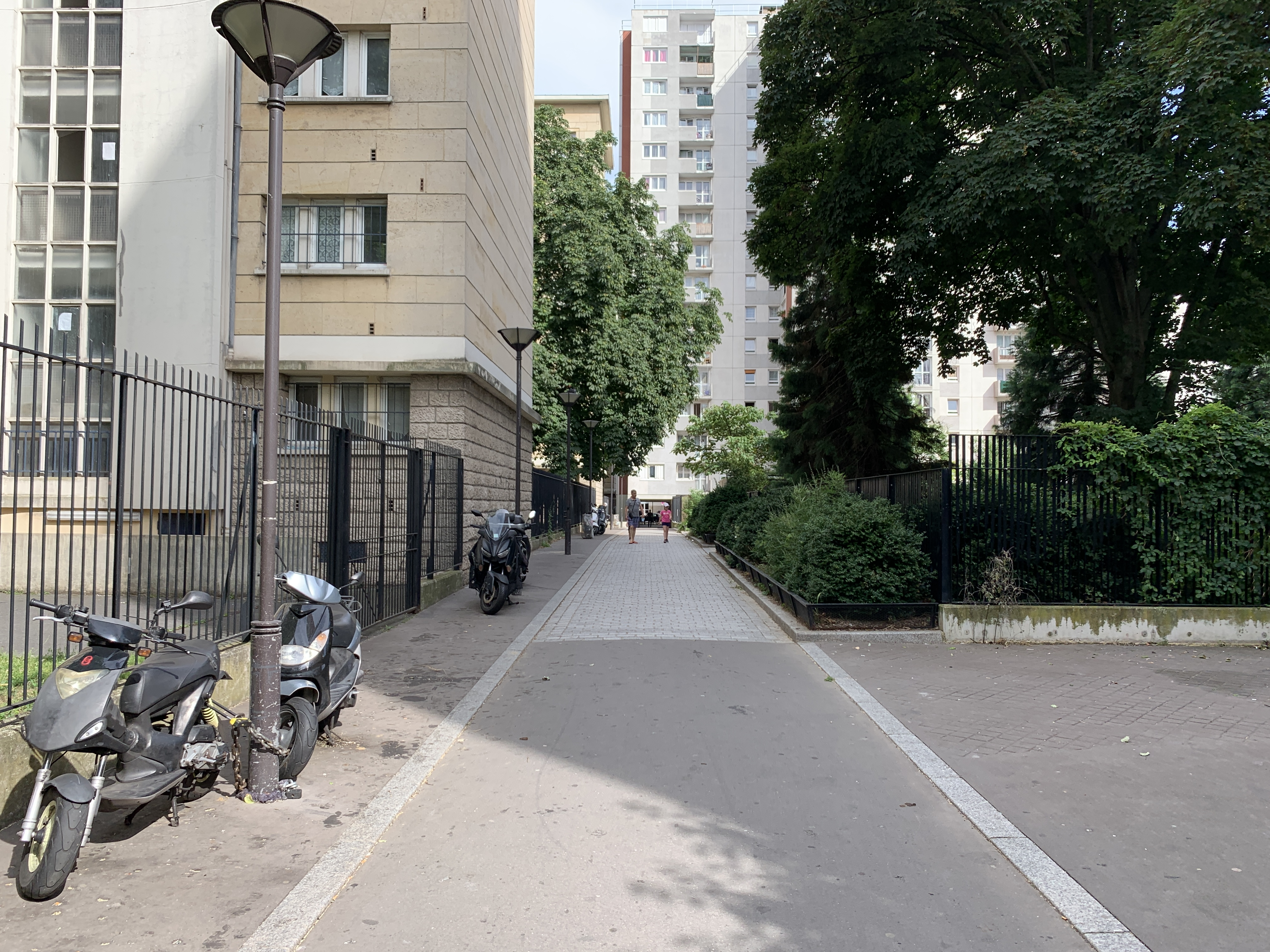
Passatge Marcel Landowski

- 1951 : La Vie de Jésus de Marcel Gibaud
- 1954 : Crime au concert Mayol de Pierre Méré
- 1955 : Boulevard du crime de René Gaveau
- 1956 : Alerte au Deuxième Bureau de Jean Stelli
- 1956 : Opération Tonnerre de Gérard Sandoz
- 1957 : Deuxième Bureau contre inconnu de Jean Stelli
- 1958 : Rapt au Deuxième Bureau de Jean Stelli
- 1959 : Minute papillon de Jean Lefèvre

## Honors
- Marcel Landowski té un passatge dedicat al barri XIX de París.